# غوركا إيرايزوز
غوركا إرايزوز مورينو (بالإسبانية: Gorka Iraizoz) (مواليد 6 مارس 1981 في بنبلونة - إسبانيا) لاعب كرة قدم إسباني يلعب حاليا لصالح نادي الدرجة الأولى جيرونا الإسباني منذ 2017 في مركز حارس مرمى .

## روابط خارجية
- غوركا إيرايزوز على موقع قاعدة بيانات كرة القدم.إي يو (الإنجليزية)
- غوركا إيرايزوز على موقع Soccerbase.com (لاعب) (الإنجليزية)
- غوركا إيرايزوز على موقع Soccerway.com (الإنجليزية)
- غوركا إيرايزوز على موقع عالم كرة القدم.نت (الإنجليزية)
- غوركا إيرايزوز على موقع AS.com (الإسبانية)